# Jean-Yves Blot
Jean-Yves Blot est un écrivain français.

## Œuvres
- À la recherche du « Saint-Géran ». Au pays de Paul et Virginie, 1984. Prix Broquette-Gonin 1985.
- Archéologie sous-marine, 1988.
- La Méduse : chronique d’un naufrage ordinaire, Paris, Éd. Arthaud, 1982, 421 p., in-8° (ISBN 2-7003-0383-0). — Contient des notes bibliogr.

- Prix Monsieur et Madame Louis-Marin 1982 de l’Académie des sciences d’outre-mer.
- L'histoire engloutie ou l'archéologie sous-marine, Paris, Éditions Gallimard, coll. « Découvertes Gallimard / Archéologie » (no 266), 1995, 176 p. (ISBN 2070533115).